# Кашина дела Капела (Торино)
Кашина дела Капела је насеље у Италији у округу Торино, региону Пијемонт.
Према процени из 2011. у насељу је живело 39 становника. Насеље се налази на надморској висини од 328 м.